# HHP-8電気機関車
HHP-8（High Horse Power 8000）は、ボンバルディア・トランスポーテーションとアルストムが開発し、アメリカ合衆国のアムトラックおよびMARC（メリーランド州通勤鉄道）向けに納入された電気機関車である。

## 設計
両運転台構造の高速旅客用機として設計され、車体の材質はステンレス鋼を用いている。電装品はフランス国鉄のBB36000形電気機関車に準じており、GTO素子を用いたインバーター制御で1基あたり1,500kWの三相誘導電動機4基を駆動し、合計で6,000kW（8,000馬力）の出力を発揮する。ブレーキは空気ブレーキに加えて回生・発電ブレーキも搭載している。
設計上の最高速度は217km/h（135mph）であるが、最高運転速度は連邦鉄道局により201km/h（125mph）に制限されている。

## 経歴
アムトラックには1999年から2001年にかけて、ボストンとワシントンD.C.を結ぶ北東回廊向けに15両が投入された。外観は同時期に投入されたアセラ・エクスプレス編成と相似しているが、HHP-8は固定編成の列車ではなく従来の客車を牽引する純粋な電気機関車として設計され、EMD製AEM-7機関車の補完とGE製E60機関車の置換えを実施した。
しかし、HHP-8の故障の頻発とそれによる保守費用の増大に悩まされたアムトラックは、AEM-7の経年に伴う後継機の導入に合わせて、車種統一による保守費用低減の観点からHHP-8も置き換え対象に含めることとなった。後継機のシーメンス製ACS-64が2013年から順次投入されたのに伴い、アムトラックのHHP-8は2014年11月7日の運行をもって引退した。
メリーランド州の通勤鉄道であるMARCではアムトラックと同時期に6両が投入され、北東回廊の線路を使用しワシントンD.C.とボルチモア近郊を結ぶペン線の通勤近郊列車に充当されている。MARCのHHP-8についてもシーメンス製のディーゼル機関車「チャージャー」への置き換えにより2018年までに引退する見込みとなっている。